# Tobias Lauritsen (football, 2004)
Tobias Lauritsen, né le 18 juin 2004 à Randers au Danemark, est un footballeur danois. Il évolue au poste de milieu central au Vejle BK.

## Biographie

### En club
Né à Randers au Danemark, Tobias Lauritsen commence le football au Himmelev-Veddelev, où il joue jusqu'en U13 avant d'être formé par le FC Roskilde. Il rejoint le Vejle BK lors de l'été 2019 et y signe son premier contrat à seize ans un an plus tard, en juillet 2020.
Le 2 août 2022, il fait ses débuts en professionnel, lors d'une rencontre de coupe du Danemark contre l'Odense KS. Il entre en jeu et son équipe l'emporte par cinq buts à un.
Il marque son premier but en professionnel le 4 juin 2023, lors d'une rencontre de championnat face au Vendsyssel FF. Il est titularisé et participe à la victoire de son équipe par quatre buts à trois.
Lauritsen fait ses débuts en Superligaen, la première division danoise, le 23 juillet 2023, lors de la première journée de la saison 2023-2024, contre l'AGF Aarhus. Titularisé ce jour-là, il est expulsé en écopant d'un carton rouge direct, et son équipe est battue (1-0 score final).

### En sélection
Tobias Lauritsen représente l'équipe du Danemark des moins de 20 ans, jouant son premier match contre la France le 8 septembre 2023, où il est titularisé (2-2 score final).